# رجینالد مارتین
رجینالد مارتین (انگلیسی: Reginald Martin; ۲۵ ژوئن ۱۸۸۷ – ۲۹ ژانویهٔ ۱۹۸۱) بازیکن لاکراس اهل بریتانیا بود.
رجینالد مارتین در دوران حرفه‌ای خود به عنوان بازیکن لاکراس، موفق به کسب مدال نقره در بازی‌های المپیک تابستانی ۱۹۰۸ لندن شد. او به همراه تیم ملی لاکراس بریتانیا در این رقابت‌ها شرکت کرد و به این موفقیت دست یافت.
مارتین علاوه بر موفقیت در بازی‌های المپیک ۱۹۰۸، یکی از بازیکنان برجسته لاکراس در بریتانیا بود. او در طول دوران حرفه‌ای خود به عنوان یک بازیکن لاکراس، نقش مهمی در توسعه و ترویج این ورزش در کشورش ایفا کرد.
او همچنین به عنوان یک مربی و مشاور در زمینه لاکراس فعالیت داشت و تجربیات خود را به نسل‌های بعدی منتقل کرد. او به دلیل تعهد و تلاش‌هایش در این ورزش، احترام و تحسین بسیاری از هم‌عصران و بازیکنان جوان‌تر  به دست آورد.
رجینالد مارتین در تاریخ ۲۹ ژانویه ۱۹۸۱ درگذشت. 